# Xã Viola, Quận Olmsted, Minnesota
Xã Viola (tiếng Anh: Viola Township) là một xã thuộc quận Olmsted, tiểu bang Minnesota, Hoa Kỳ. Năm 2010, dân số của xã này là 589 người.